# SpaceX Crew-1
SpaceX Crew-1, также известный как USCV-1 (US Crew Vehicle 1) — первый эксплуатационный полёт по смене экипажа МКС и второй пилотируемый полёт американского частного многоразового космического корабля Crew Dragon компании SpaceX в рамках программы НАСА по развитию частных пилотируемых космических кораблей Commercial Crew Program.

## Экипаж
| Астронавт       | Должность         | № полёта        | Агентство       |
| Основной экипаж | Основной экипаж   | Основной экипаж | Основной экипаж |
| --------------- | ----------------- | --------------- | --------------- |
| Майкл Хопкинс   | Командир          | 2               | НАСА            |
| Виктор Гловер   | Пилот             | 1               | НАСА            |
| Соити Ногути    | Специалист полета | 3               | JAXA            |
| Шеннон Уокер    | Специалист полёта | 2               | НАСА            |
| Дублёры         |                   |                 |                 |
| Челл Линдгрен   | Специалист полёта | 2               | НАСА            |

## Задачи
Экипаж проводил научные исследования и техническое обслуживание в течение шести месяцев на борту МКС и вернулся весной 2021 года. Это был самый продолжительный полёт человека в космос, запущенный из США. По требованию НАСА космический корабль может находиться на орбите до 210 дней.
Корабль доставил на МКС более 226 кг груза, новое научное оборудование и оборудование для экспериментов, в том числе:
- Food Physiology — исследование влияния оптимизированной диеты на здоровье экипажа;
- Genes in Space-7[6] — разработанный студентами эксперимент по мониторингу экспрессии циркадных генов, регулирующих сон и бодрствование, позволяющий лучше понять, как длительные космические полёты влияют на работу мозга;
- Tissue Chips — исследование с использованием чипов с тканью, имитирующей структуру и функцию человеческих органов, чтобы понять влияние микрогравитации на здоровье и болезни человека, с целью использовать эти результаты для улучшения человеческого здоровья на Земле;
- Plant Habitat-02 — выращивание редиса при различных типах света и почв в рамках продолжающихся усилий по производству продуктов питания в космосе;
- SERFE — тестирование новой, использующей испарение воды, системы отвода тепла в скафандре НАСА следующего поколения, Exploration Extravehicular Mobility Unit (xEMU).

Во время своего пребывания на МКС экипаж Crew-1 участвовал в стыковке ряда беспилотных космических аппаратов, включая грузовые космические корабли SpaceX нового поколения и Northrop Grumman Cygnus. Астронавты также провели различные выходы в открытый космос и встретили экипажи российского корабля «Союз МС-18» и следующего SpaceX Crew Dragon в 2021 году.

## Подготовка к запуску
На предполётной пресс-конференции 29 сентября 2020 года Майкл Хопкинс, командир корабля, объявил о выбранном экипажем для корабля имени — Resilience (МФА: [rəˈzilyəns], в переводе с англ. — «Упругость, стойкость»).
Запуск был назначен на 31 октября 2020 года, 06:40 UTC, но 10 октября НАСА отложило его в связи с расследованием проблемы с турбонасосным агрегатом в двух двигателях первой ступени ракеты Falcon 9, возникшей при попытке запуска спутника GPS III-04.
В ноябре 2020 года NASA официально сертифицировало корабль Crew Dragon, ракету Falcon 9 и связанные с ними наземные системы, для регулярных полётов с астронавтами и назначило дату запуска — 15 ноября, 00:49 UTC.
13 ноября запуск перенесён из-за неблагоприятных погодных условий на 16 ноября, 00:27 UTC.

## Запуск
За 2 часа до запуска, после закрытия бокового люка корабля, проверка на герметичность выявила небольшое падение давления в капсуле. После повторного открытия люка, причина (посторонний предмет) была выявлена и устранена командой SpaceX без нарушения предстартового графика.
Запуск Crew Dragon состоялся 16 ноября 2020 года в 0:27 UTC с помощью ракеты-носителя Falcon 9 со стартового комплекса LC-39A Космического центра NASA имени Кеннеди на мысе Канаверал при поддержке боевых расчетов 45-го Космического крыла Космических сил США. Первая ступень выполнила посадку на плавучую морскую платформу Just Read the Instructions. Корабль отделился от второй ступени ракеты носителя через 12 минут после старта на орбите 189 × 209 км, 51,7°.

## Сближение и стыковка
Вскоре после отстыковки были выявлены некоторые технические проблемы на корабле. Автоматический сенсор зафиксировал скачок давления в системе охлаждения капсулы, но её работа была вскоре полностью восстановлена инженерами из контрольного центра SpaceX. Также временно отключились 3 из 4 обогревателей топливного трубопровода одного из блоков маневровых двигателей Draco. Проблема была решена изменением в программном обеспечении и все обогреватели были включены.
Сближение Crew Dragon с МКС заняло 27 часов, с увеличением высоты орбиты корабля с 200 до 420 км. Стыковка в автоматическом режиме с портом PMA-2 модуля «Гармония» станции состоялась 17 ноября в 04:01 UTC. Переход экипажа в МКС после открытия люков состоялся 17 ноября в 06:14 UTC. В 08:40 — 08:45 UTC была проведена официальная церемония прибытия экипажа на борт станции, с поздравлением членов экипажа выступил президент японского агентства JAXA.

## Расстыковка и возвращение
Капсула с экипажем успешно приводнилась в Мексиканском заливе недалеко от города Панама-Сити (штат Флорида) 2 мая 2021 года в 06:56 UTC.

## Галерея
- Изготовление капсулы экипажа Resilience
- Ракета с космическим кораблем вывозится на стартовую площадку
- Старт ракеты-носителя Falcon 9 с кораблем
- Астронавты внутри капсулы Crew Dragon.
- Crew Dragon причаливает к МКС.
- Перестыковка на другой порт